# Taunton Island
Taunton Island ist eine kleine Insel im Archipel der Südlichen Shetlandinseln. In der Gruppe der Aitcho-Inseln in der English Strait liegt sie nördlich von Emeline Island. Gemeinsam mit Bath Island und Cricklewood Island bildet sie die Gruppe der Riksa-Inseln.
Das UK Antarctic Place-Names Committee benannte sie 2013. Namensgeber ist die Stadt Taunton in der Grafschaft Somerset, wo sich bis 1941 die Druckerei des United Kingdom Hydrographic Office befand und der seit 1968 der Hauptsitz der Behörde ist.